# Xylosciara
Xylosciara is een muggengeslacht uit de familie van de rouwmuggen (Sciaridae).

## Soorten
- X. betulae Tuomikoski, 1960
- X. endocristata Rudzinski, 1992
- X. heptacantha Tuomikoski, 1957
- X. lignicola (Winnertz, 1867)
- X. longiforceps (Bukowski & Lengersdorf, 1936)
- X. microdon (Frey, 1948)
- X. misella (Frey, 1948)
- X. phryganophila (Frey, 1948)
- X. separata Rudzinski, 1996
- X. steleocera Tuomikoski, 1960
- X. subbetulae Mohrig & Krivosheina, 1982
- X. trimera Tuomikoski, 1960
- X. validinervis Tuomikoski, 1960
- X. xanthogaster Mohrig & Krivosheina, 1979